# Alcova (Wyoming)
Alcova es un Lugar designado por el censo situado en el condado de Natrona en el estado estadounidense de Wyoming. La población era 20 habitantes en el censo de 2000.

## Geografía
Alpine está situado en las coordenadas 42°33′9″N 106°42′59″O / 42.55250, -106.71639.Según el United States Census Bureau, la ciudad tiene un área total de 0.7 km ², todos terrestres.

## Demografía
Según el censo del 2000, había 20 personas, 7 hogares y 7 familias que residían en la ciudad. La densidad de población era de 27.3/km ². La composición racial de la ciudad era:
- 90.00% Blancos
- 5.00% Afroamericanos
- 5.00% Asiáticos

Había 7 casas, de las cuales un 42.9% tenían niños menores de 18 años que vivían con ellos, el 85.7% eran parejas casadas que vivían juntas, el 0.0% tenían un cabeza de familia femenino sin presencia del marido y el 0.0% eran no-familias. ningún hogar tenía a alguna persona anciana de 65 años de edad o más. 
En la ciudad la separación poblacional era con un 25% menores de 18 años, el 10% de 18 a 24, un 15% de 25 a 44, el 30% de 45 a 64, y el 20% tenía 65 años de edad o más. La edad media fue de 44 años. Por cada 100 hembras había 100 varones. Por cada 100 mujeres mayores de 18 años, había 100 hombres. 
La renta mediana para una casa en la ciudad era de $ 102,164, y la renta mediana para una familia era de 102,164 dólares. Los varones tenían una renta mediana de $ 51,250 contra los $ 0 para las hembras. El ingreso per cápita para la ciudad era de $ 27.432. Ningún habitante estaba por debajo del umbral de la pobreza

## Educación
La educación pública en el pueblo de Alcova está proporcionada por una pequeña escuela elemental llamada "Escuela elemenal de Alcova", una pequeña escuela rural con una sola clase 